# Feist
Leslie Feist (sinh ngày 13 tháng 2 năm 1976), được biết tới với nghệ danh Feist, là một ca sĩ nhạc sĩ người Canada, hoạt động solo độc lập đồng thời là thành viên ban nhạc indie rock Broken Social Scene.

## Sơ lược
Leslie Feist sinh ngày 13 tháng 2 năm 1976 tại Amherst, Nova Scotia, Canada. Cha mẹ cô đều là nghệ sĩ. Họ ly dị sau khi sinh cô một thời gian và cô cùng mẹ chuyển tới sống với bà tại Regina, Saskatchewan và sau đó tới Calgary. Cô mơ ước được trở thành một nhạc sĩ và dành nhiều thời gian hát trong giàn hợp xướng..Năm 12 tuổi Feist được trình diễn cùng 1000 người khác tại lễ khai mạc thế vận hội mùa đông Calgary Winter Olympics. Do cha cô là người Mỹ nên cô có cả hai quốc tịch Mỹ và Canada.
Năm 1991, khi 15 tuổi, Feist bắt đầu bước vào con đường âm nhạc khi cô được phát hiện và trở thành giọng ca chính cho một ban nhạc tên Placebo (không phải ban nhạc Anh Placebo). Cô và các thành viên trong ban đã giành chiến thắng trong 1 cuộc cạnh tranh giữa các ban và giành được màn trình diễn mở màn cho lễ hội Infest 1993, tại đây cô gặp Brendan Canning, của ban hHead trình diễn trước cô, mà sau đó 10 năm cô gia nhập ban cùng.
Năm 1995, Feist đã buộc phải dừng hát một thời gian để hồi phục sau khi bị tổn thương dây thanh âm. Cô chuyển từ Calgary tới Toronto năm 1996. Cùng năm đó cô đã được mời chơi gitar bass cho Noah Mintz của hHead trong dự án solo của anh ta Noah's Arkweld. Cô chơi gitar bass cho Noah's Arkweld trong 1 năm mặc dù trước đó cô chưa từng chơi gitar bass. Năm 1998, Cô trở thành người chơi gitar rhythm cho ban By Divine Right và đi tour cùng họ trong 3 năm 1998, 1999, và 2000.
Feist bắt đầu sự nghiệp solo của mình năm 1999 với album Monarch (Lay Your Jewelled Head Down). Album thứ 2 sau đó, Let It Die, phát hành năm 2004, và tới album thứ 3 The Reminder, phát hành năm 2007, album đã được giới phê bình đánh giá cao và rất thành công về mặt thương mại khi bán được tới hơn 2.5 triệu bản trong đó single 1234 giành được vị trí thứ 8 trên Billboard hot 100. The Reminder giúp Feist có được 4 đề cử giải Grammy, bao gồm cả 1 đề cử cho Nghệ sĩ mới xuất sắc nhất. Cô giành được tới 5 giải tại 2008 Juno Awards ở Calgary, bao gồm Songwriter of the Year, Artist of the Year, Pop Album of the Year, Album of the Year và Single of the Year. Album thứ tư của cô, Metals, được giới thiệu vào ngày 30 tháng 9 năm 2011. Năm 2012, Feist hợp tác với 1 nhóm nhạc metal Mastodon, phát hành 1 video âm nhạc tương tác giữa 2 bên..Feist tiếp túc nhận được 3 giải Juno awards trong năm 2012: Artist of the Year, Adult Alternative Album of the Year for Metals, và Music DVD of the Year cho bộ phim tài liệu của cô Look at What the Light Did Now.

## Danh sách album
- Monarch (Lay Your Jewelled Head Down) (1999)
- Let It Die (2004)
- The Reminder (2007)
- Metals (2011)